# Римбаєва Роза Куанишівна
Роза Куанишівна Римбаєва (28 жовтня 1957, станція Жангизтобе, Семипалатинська область, Казахська РСР) — радянська і казахська естрадна співачка, кіноакторка і педагог-професор. Народна артистка Казахської РСР (1986). Лауреат Державної премії Казахстану (2004). Дворазовий лауреат премії Ленінського комсомолу (1976, 1981). Почесний громадянин Астани (2016)[джерело?].

## Життєпис
Роза Римбаєва народилася на 9-му роз'їзді станції Жангизтобе в Семипалатинській області, там же закінчила школу-інтернат. В родині 8 дітей. Батько — залізничник, помер у 2014 році. Мати — домогосподарка, померла в 2013 році.
У 1975 році вперше брала участь у конкурсі пісні, присвяченому 30-річчю Перемоги у Великій Вітчизняній війні. Там її помітив головний диригент республіканського молодіжно-естрадного ансамблю «Гульдер» Таскин Окапов і запросив солісткою ансамблю.
У 1984 році Роза Римбаєва закінчила факультет музично-драматичної комедії Театрально-художнього інституту в Алмати.
В 1976—1979 роках вона солістка республіканського молодіжно-естрадного ансамблю «Гульдер», а з 1979 року — солістка естрадного ансамблю «Арай», де директором і художнім керівником був її чоловік Таскин Окапов.
Найбільша популярність співачки припала на 1977—1979 роки, коли вона виходила у фінали фестивалю «Пісня року» і входила до десятки кращих співачок СРСР в хіт-параді «Звукова доріжка» (1978 році — 3-е місце, відразу після Алли Пугачової та Софії Ротару).
З 1979 року і по теперішній час Роза Римбаєва — солістка Республіканського концертного об'єднання «Казахконцерт», одночасно з 1995 року поєднує роботу викладача Казахської академії мистецтв ім. Т. Жургенова.
У 2008 році несла факел Пекінської олімпіади. У 2011 році виконала гімн і несла факел VII Зимових Азійських Ігор, які проходили в Казахстані.
У 2012 році відбулося концертне турне Рози Римбаєвої по Японії, Росії, Туреччині та Білорусії. У 2017 — великий сольний концерт в Астані, присвячений 60-річному ювілею.
Живе в Алмати[джерело?].
Родина
Чоловік — Таскин Окапов (1948—1999), сини — Алі Окапов, естрадний співак, танцюрист, композитор, продюсер (1991) і Маді Римбаєв (2000), Роза Римбаєва отримала своє ім'я на честь співачки Рози Багланової. У 2013 році стала обличчям італійського Будинку моди.

Лялька Рози Римбаєвої, створена на честь Народної артистки. 28.04.2013

## Голос
Роза Римбаєва є «Золотим голосом Казахстану» і нерідко[коли?] її називають[хто?] «Співаючою соловейкою Середньої Азії». Голос Рози Римбаєвої класифікують як ліричне сопрано з діапазоном рівно чотири октави.

## Дискографія

### Збірники
- 1977 — 2LP «Всесоюзний телевізійний конкурс молодих виконавців „З піснею по життю“» (збірник), СРСР.[7]
- 1979 — EP «Роза Римбаєва/Джо Дассен», СРСР.
- 1984 — EP «Кругозір № 3/1984» (збірник), СРСР.
- 1986 — LP «Ласкавий дощ» (збірник), СРСР.
- 1986 — LP «Soviet Superhits» (збірник), Фінляндія.[8]
- 1986 — LP «З тобою, музика» (збірник), СРСР.
- 1987 — LP «Т. Кажгалиев. „Мрія“» (збірник), СРСР.
- 1991 — LP «Фестиваль „Голос Азії“» (збірник), СРСР.
- 2007 — 5CD «Союз нерушимий (Пісні та танці народів СРСР)» (збірник), Росія.

### Сольні альбоми
- 1977 — EP «Голямата Нагорода Златния Орфей '77». Болгарія.
- 1978 — EP «Співає Роза Римбаєва», СРСР.12
- 1978 — EP «Співає Роза Римбаєва», СРСР.13
- 1978 — EP «Співає Роза Римбаєва», СРСР.14 [Архівовано 23 лютого 2021 у Wayback Machine.]
- 1983 — LP «Výlet do zlate stepi», Чехословаччина.[9]
- 1985 — LP «Роза Римбаєва і ансамбль „Арай“», СРСР.
- 1987 — LP «Співає Роза Римбаєва», СРСР.
- 1988 — LP «Роза Римбаєва Сейдолла Байтерековтың Әндерін Орындайды», СРСР.
- 2003 — CD «Ademi-au» (Тандаулы андер — Вибрані пісні), Казахстан.
- 2005 — CD «Роза Римбаєва» (серія «Імена на всі часи»), Росія.
- 2006 — CD «Сенімен біргемін» (З тобою разом), Казахстан.
- 2007 — DVD+CD «30 років на сцені» (3 диска DVD — три концерти (Москва, СПб, Алмати) та документальний фільм «Троянда» плюс один CD «Ертеніме сенемін» (Вірю в завтра), Казахстан).[10]
- 2007 — CD «Роза Римбаєва» (в серії «Золота колекція ретро»), Росія.
- 2007 — MP3 «Любов настала» (у серії «Імена на всі часи»), Росія.
- 2009 — МР3 «Роза Римбаєва» (в серії «Золота колекція ретро»), Росія.
- 2009 — CD «Вічна весна» (пісні радянських і казахських композиторів), Казахстан.[11]
- 2010 — CD «Жерім жанаттым» (Пісні Еркена Интыкбаева), Казахстан.
- 2016 — DVD «40 років на сцені. Ертеңіме сенемін» (LIVE), Казахстан.

## Фільмографія
- 1976 — телевізійний фільм «Перша пісня», студія «Казахтелефильм».
- 1982 — головна роль у радянсько-чехословацькому фільмі «До побачення, Медео!» /«Revue na zakázku»[12]
- 1999 — документальний фільм «Жіночий погляд». Роза Римбаєва, режисер Оксана Пушкіна (Росія).
- 2001 — документальний фільм «Роза», реж. Ж. Сабірова.
- 2002 — документальний фільм «Хвіст комети». Роза Римбаєва, режисер А. Бурикін (Росія).
- 2010 — документальний фільм «І знову здрастуйте!», (Росія).

## Нагороди та звання

#### Нагороди СРСР
- Перша премія республіканського конкурсу самодіяльності (1975)
- Лауреат премії Ленінського комсомолу (1976)
- «Гран-прі», всесоюзний телевізійний конкурс «З піснею по життю» (1977)
- «Гран-прі» фестивалю «Золотий Орфей», Болгарія (1977)
- Спеціальна премія Польського комітету телебачення і радіо на фестивалі «Сопот», Польща (1977)
- Заслужена артистка Казахської РСР (1979)
- Лауреат премії Ленінського комсомолу (1981) — за високу виконавську майстерність та активну пропаганду радянської пісні
- «Гран-прі» Гала-83", Куба (1983)
- Заслужена артистка Узбекистану (1984)
- «Гран-прі» Алтин мікрофон", Туреччина (1986)
- Народна артистка Казахської РСР (1986)
- орден Дружби Народів (1991)

#### Нагороди Казахстану
- Орден «Парасат» (2000)
- Тарлан (2002)
- Орден «Курмет» (2004)
- Лауреат державної премії Республіки Казахстан (2004)
- Орден «Зірка творення» (2004)
- Медаль «10 років Астані» (2008)
- Медаль «20 років незалежності Республіки Казахстан» (2011)
- Почесний громадянин Східноказахстанської області (2011)
- Премія за внесок у розвиток музичної індустрії Казахстану Премії Муз-ТВ «Гравітація» (2015)
- Орден Достик ІІ ступеня (2016)[13]

#### Інші
- 2000 — «Людина року» в номінації «Зірка естради»
- 2000 — заслужений діяч мистецтв Киргизстану
- 2005 — відкриття іменної зірки на Площі Зірок Естради в Москві
- 2008 — відкриття іменної зірки в Караганді (після Бібігуль Тулегенової)